# الجامعة الوطنية الطبية في فينيتسا
 الجامعة الوطنية الطبية في فينيتسا (بالأوكرانية: ВНМУ)(Вінницький національний медичний університет ім. М.І. Пирогова)تأسست في سنة 1921م على يد الطبيب الروسي المشهور نيكولاي إيفانوفيتش بيروغوف لذلك نسبت تسمية الجامعة باسمه . تقع في مدينة فينيتسا في أوكرانيا.
يدرس في الجامعة العديد من الطلاب العرب من مختلف الجنسيات وخاصة من العراق وسوريا ومصر وفلسطين ولبنان والأردن وغيرها من بلدان أفريقيا وبعض البلدان الاوربية من بلغاريا وبولندا ومن روسيا وغيرها من الدول بنسب قليلة. تختص الجامعة فقط بالفروع الطبية (الطب العام، طب الأسنان، الصيدلة، طب نفسي).